# Devils Quoits
Die Devils Quoits (auch Devil’s Quoits – dt. Wurfringe des Teufels) sind ein Henge-Monument mit Steinkreis. Sie liegen nahe dem Farmoor Reservoir, südlich des Dorfes Stanton Harcourt, südöstlich von Witney in Oxfordshire in England. Es wird vermutet, dass sie aus der Jungsteinzeit stammen und 4000 bis 5000 Jahre alt sind. Die Quoits wurden zwischen 2002 und 2008 restauriert und stehen unter Schutz.
Das spätneolithische Henge der Klasse IIA (nach Richard John Copland Atkinson; 1920–1994) hat einen Graben mit bis zu 120 Metern Durchmesser und gegenüberliegende, fast Ost-West-orientierte Zugänge. Die nördliche Hälfte des Henges scheint einen zweiten äußeren Graben gehabt zu haben.
Innerhalb des Henges liegt ein Steinkreis, der möglicherweise in der frühen Bronzezeit errichtet wurde, nachdem das Henge schon einige Zeit in Benutzung war. Der leicht eiförmige Steinkreis hat einen maximalen Durchmesser von 79 Metern und folgte der Achse des Henges. Es enthielt ursprünglich 36 Steine, von denen die meisten am Ende des Mittelalters entfernt waren. Das Henge liegt im Zentrum eines Komplexes von prähistorischen Denkmälern.
Die Anlage wurde 1940 durch den Bau eines Flugplatzes, der den Bau von Betonpisten und die Nivellierung eines großen Gebiets beinhaltete, schwer beschädigt. 1940 gab es nur noch einen Stein, der in situ stand, während zwei andere in der Nähe aufgestellt worden waren. Der Standort wurde dann durch die Kiesgewinnung weiter geschädigt. Ausgrabungen im Vorfeld der Kiesgewinnung in den Jahren 1972, 1973 und 1988 erbrachten einen vollständigen Plan der Teufelsquoits. Die Ausgrabungen der Gräben deuteten auf wiederholte Nutzung hin, wobei die Funde aus Feuerstellen sowie Tier- und Menschenknochen bestanden.
Der Name „Devil’s Quoits“ ist mit einer Legende verbunden, die besagt, dass der Teufel einst mit einem Bettler um dessen Seele gespielt und gewonnen hat, indem er die großen Steine geworfen hat.
120 Henge-Monumente finden sich vor allem im Süden Englands, aber auch in anderen Regionen der Britischen Inseln einschließlich der Orkney. Anders als Causewayed camps oder Hillforts wurden sie meist in der Ebene errichtet, oft in der Nähe von Flussläufen (hier der Themse) und in fruchtbarem Ackerland.